# Tiraz
Tiraz era un taller musulmán dedicado a la confección de tejidos de lujo, adornados con hilatura de oro, que eran empleados en ceremonias reales. Aunque esta industria tiene su origen en Bagdad, fue introducida en España en el siglo IX. En Córdoba tuvo un gran desarrollo en una alcaicería construida por Abderraman II junto a la Gran Mezquita.
Debido a que este tipo de prendas eran consideradas posesiones del más alto valor, los talleres generalmente eran controlados por los califas o gobernantes
El tejido elaborado, también designado tiraz, llevaba a menudo impresa la firma del taller donde se había elaborado, la fecha y el nombre del gobernante.
La mayoría de los tiraz eran de lino y en época de los fatimíes se entretejían bordados de seda con hilos de oro. Los mejores tejidos de sedas proceden de la región de Bujará (siglos IX y X) y de Irán, Bagdad, Egipto y España (siglos X y XI). Estas sedas llegaron a Europa a través de las embajadas enviadas por los gobernantes islámicos